# Lorenzo Suber
Lorenzo Suber (Bagnaria Arsa, 10 giugno 1912 – Cividale del Friuli, 17 aprile 1987) è stato un calciatore italiano, di ruolo centrocampista.

## Statistiche

### Presenze e reti nei club
| Stagione        | Club             | Campionato | Campionato | Campionato |
| Stagione        | Club             | Comp       | Pres       | Reti       |
| --------------- | ---------------- | ---------- | ---------- | ---------- |
| 1932-1933       | Udinese          | 1ª Div     | ?          | ?          |
| 1933-1934       | Udinese          | 1ª Div     | 22         | ?          |
| 1934-1935       | Pisa             | Serie B    | 15         | 1          |
| 1935-1936       | Pisa             | Serie B    | 30         | 3          |
| 1936-1937       | Pisa             | Serie B    | 30         | 1          |
| 1937-1938       | Venezia          | Serie B    | 24         | 8          |
| 1938-1939       | Ambrosiana-Inter | Serie A    | 1          | 0          |
| Totale carriera | Totale carriera  |            | 122+       | 13+        |

## Palmarès
Coppa Italia: 1 
Ambrosiana-Inter: 1938-1939